# Die flüsternde Mumie
Die drei ??? und die flüsternde Mumie (Originaltitel The Mystery of the Whispering Mummy) ist im amerikanischen Original nach dem Gespensterschloss und dem Super-Papagei der dritte Band der Buchreihe Die drei ??? von Robert Arthur aus dem Jahr 1965. In Deutschland ist sie der zweite Band der Buchreihe (1969) und die zehnte Folge der Hörspielreihe (1980). 2022 las Jan Böhmermann die flüstende Mumie als Hörbuch ein.

## Handlung
Alfred Hitchcock (in neueren Ausgaben Albert Hitfield) vermittelt den drei Detektiven einen neuen Fall, der den emeritierten Ägyptologie-Professors Yarborough, einen alten Freund, betrifft. Dieser war vor über zwei Jahrzehnten bei Ausgrabungen in Ägypten beteiligt und stieß dabei auf die 3.000 Jahre alte Mumie eines Pharaos namens Ra-Orkon, dessen Herkunft jedoch Rätsel aufgibt. Yarborough vermutet, dass es sich um einen ursprünglich aus Libyen stammenden Herrscher handelt. Warum die Mumie jedoch abseits der anderen Gräber war und keine großen Grabbeigaben gefunden wurden, blieb damals ebenfalls im Dunkeln. Nachdem die Mumie lange Zeit in einem Museum in Kairo ausgestellt wurde, ist sie seit kurzem in Yarboroughs Haus in Hollywood gebracht worden, wo der Wissenschaftler sie näher untersuchen will. Mehrfach kam es dabei jedoch vor, dass die Mumie Worte in einer fremden Sprache geflüstert hat. Zudem bewegten sich Gegenstände scheinbar grundlos. Wilkins, der Butler des Professors, ist überzeugt davon, dass es sich um den Fluch des Ra-Orkons handelt, da einige Mitglieder der damaligen Expedition eines ungewöhnlichen Todes starben. Yarborough selbst hält dies jedoch für ein Hirngespinst, die aus einer falschen Übersetzung der Grabinschrift entstanden sei.
Justus, Peter und Bob nehmen sich der seltsamen Vorkommnisse an. Die Mumie flüstert jedoch nur, wenn sich der Professor selbst bei ihr befindet, in Anwesenheit anderer Personen bleibt sie stets stumm. Es gelingt Justus jedoch mittels einer Täuschung, indem er sich als der Professor verkleidet, die Mumie in seiner Anwesenheit zum Flüstern zu bringen und die gesprochenen Worte mit Hilfe eines Tonbands aufzunehmen. Dr. Freemann, ein Freund Yarboroughs, kann diese als eine altertümliche Form des Arabischen identifizieren. Es handelt sich um eine Warnung: Ra-Orkons befinde sich weit in der Fremde, seine Ruhe wurde gestört und die Verantwortlichen würden so lange keine Ruhe finden, bis der Herrscher wieder zurück in seiner Heimat gebracht ist. Die Ursache für das Flüstern können die Jungen jedoch nicht ausmachen, alle Theorien dazu erweisen sich als falsch.
Es taucht auch ein Arabisch sprechender Junge namens Hamid, der Sohn eines reichen Teppichhändlers in Libyen auf, den Peter im Garten des Professors erwischt. Er berichtet, dass seinem Vater ein Zauberer in einer Vision mitgeteilt habe, dass es sich bei Ra-Orkon um den Ahnherren seines Geschlechts handle und dass er die Mumie daher zurück nach Libyen bringen soll. Hamid und die drei Detektive gehen fortan gemeinsam vor und stellen dabei fest, dass ihr aktueller Fall mit einem zweiten, weniger spektakulären Fall zusammenhängt: Eine Frau in Santa Monica vermisst ihre geliebte Abessinierkatze namens Sphinx. Als in Professors Yarborougs Garten eine sehr ähnliche Katze auftaucht, stellt sich diese als das verschwundene Tier heraus: Der Kater wurde gezielt „maskiert“, um der Prophezeiung des besagten Zauberers zu entsprechen, derentwegen der libysche Junge Hamid nach Amerika gekommen ist: Der Geist Ra-Orkons würde in Form seiner Lieblingskatze, die mit ihm beerdigt wurde, erscheinen. Da die Farbe der Pfoten jedoch nicht mit der Überlieferung übereinstimmte, wurden ihm diese passend angemalt.
Während den Ermittlungen wird die Mumie gestohlen, verdächtigt werden Yarboroughs Butler Wilkins und Hamids Vormund Achmed. Peter und Hamid werden dabei überrascht, wie Unbekannte nach dem Raub der Mumie auch noch den Sarkophag aus dem Haus des Professors stehlen und verstecken sich kurzerhand in diesem. Sie werden in eine Lagerhalle gebracht, wo das Raubgut versteckt wird, und können aus dieser entkommen. Es gelingt ihnen am nächsten Tag jedoch nicht, den Ort wiederzufinden. Peter hat diesen zwar mit einem blauen Fragezeichen markiert, Skinny Norris und seine Freunde haben jedoch über die Telefonlawine davon Wind bekommen und sich einen Spaß gemacht, die ganze Gegend mit blauen Fragezeichen zu verzieren. Bei der Suche nach der Lagerhalle entdeckt Justus einen Lastwagen, der den Sarg gerade wegschafft, und um ihn nicht aus den Augen zu verlieren, beschließt er kurzerhand, sich im Sarkophag zu verstecken. Auf diese Weise wird er zum Auftraggeber gebracht, den er schließlich überrumpeln und selbst im Inneren des Sarkophags festhalten kann.

## Auflösung
Verantwortlich ist der Altorientalistik-Professor Freeman, dessen Vater 25 Jahre zuvor Assistent von Yarborough war und in einem kleinen Hohlraum des Sarkophags von Ra-Orkon Edelsteine entdeckt hat. Er entnahm nur einige wenige und versteckt den Rest wieder im Sarkophag, versiegelte die Stelle, damit niemand außer ihm den Fund entdecken würde. Freeman wurde kurz darauf jedoch in Kairo ermordet – vermutlich bei dem Versuch, die mitgenommenen Edelsteine zu verkaufen. Seinem Sohn, der damals noch studierte, hinterließ er jedoch Hinweise darauf, wo die Edelsteine zu finden sein. Um nun an die Edelsteine zu gelangen, verfolgt Freeman eine Doppelstrategie: Einerseits bringt er die Mumie bei Yarborough mittels Richtmegaphons zum Flüstern in der Hoffnung, Yarborough würde ihm den Sarkophag daraufhin zu Untersuchungszwecken überlassen. Als dies nicht gelingt, lässt er den Sarkophag stehlen; bereits zuvor ist er als Zauberer verkleidet bei der Familie von Hamid aufgetreten, um auch sie zum Diebstahlsversuch anzustiften und so den Verdacht auf sie zu lenken.

## Illustrationen
Die Illustrationen von Harry Kane in der amerikanischen Ausgabe zeigen:
- Justus am Periskop der Zentrale
- Umstürzen der Anubis-Statue
- Ergreifen Hamids durch den Gärtner (Achmed)
- Begegnung von Wilkins mit Anubis
- Entdeckung des Katers durch Bob
- Jungen und Kater mit weißen Pfoten in der Zentrale
- Freemans Sturz in den Sarkophag

## Hörspiel
Das Hörspiel weist Kürzungen gegenüber der Buchvorlage auf; so fehlen etwa die „Telefonlawine“ und Skinny Norris.
Andererseits enthält es auch originelle Ergänzungen wie etwa Peters Worte in folgendem Dialog:
Hamid: „Ra-Orkon war ein großer Fürst. Er wurde getötet, weil er versuchte, gerecht und gut zu sein.“ – Peter: „Das scheint oft so zu sein.“
Im Hörspiel steigt mit Justus auch Bob in den Sarkophag, was die Buchvorlage so nicht zulässt, da Bob hier letztmals wie in den ersten beiden Folgen eine Gipsbinde am Bein trägt.

## Ägyptologische Bezüge
Die Folge weist zahlreiche ägyptologische Bezüge auf.

### Erzählung

#### Ra-Orkon
Nach der Erzählung war Ra-Orkon ein ägyptischer Fürst libyscher Herkunft. Tatsächlich herrschten in der Dritte Zwischenzeit ab dem 10. Jahrhundert v. Chr. in Ägypten Pharaonen aus Libyen, einige von ihnen mit dem Namen Osorkon. Der erste Namensbestandteil Ra bezieht sich auf den ägyptischen Sonnengott.

#### Reinkarnation
Hamid meint, in dem Kater sei der Geist von Ra-Orkon verkörpert. Nach altägyptischem Glauben konnten die Freiseelen Ba und Ka die Gestalt eines Tieres als Alter Ego annehmen.

#### Lord Carter
Yarborough erwähnt seinen Kollegen Lord Carter, der bei einem Autounfall ums Leben gekommen sei. Das verweist auf den Ägyptologen Howard Carter und seinen Geldgeber Lord Carnarvon, der 1901 in Deutschland tatsächlich einen Autounfall hatte (wobei er aber nicht starb).

#### Ra-Orkons Sprache
In der Erzählung heißt es, Ra-Orkon würde auf Altarabisch flüstern. Dies ist historisch betrachtet falsch, vielmehr müsste es sich um Neuägyptisch handeln. Das Arabische war im Alten Ägypten nicht verbreitet, sondern setzte sich erst im Mittelalter als Folge der islamischen Expansion durch. Selbst nach der Eroberung Ägyptens durch die Araber im 7. Jahrhundert blieb das vom Ägyptischen abgeleitete Koptisch noch mehrere Jahrhunderte lang die vorherrschende Sprache im Alltag. Zwar wird gesagt, dass Ra-Orkon ursprünglich nicht aus Ägypten kommt, sondern zu Libyern gehört, die damals Ägypten erobert und die Herrschaft übernommen haben, dies ändert jedoch nichts, da auch die Völker im Libyen des Altertums kein Arabisch gesprochen haben.

### Hörspiel
Vorausgeschickt werden muss, dass die Aussprache des Ägyptischen nur in Grundzügen geklärt ist.

#### Das Flüstern
Ra-Orkons Flüstern bei Minute 19:40 wird in einem Hörspieltranskript so wiedergegeben:
„Ra-Orkon … wau … ja ißef en tronute … kotte franne … meck na ento e iret … botte reff … junse dä u … njekine ßä hotpe e hotte Prä-Orkon hochoff … etem Ra-Orkon ho … woa ihßeff en chonute spen zetem.“
Deutsch:
„Ra-Orkon ist weit von seiner Heimat. Man hat seine Ruhe gestört. Wehe all jenen, deren Schuld das ist. Sie sollen keinen Frieden mehr finden, bis Ra-Orkon selbst wieder Frieden findet. Sie sollen ihm in den Tod folgen, wenn Ra-Orkon seiner Heimat nicht zurückgegeben wird.“
Das Flüstern ist nicht frei erfunden, sondern soll von einem Berliner Ägyptologen verfasst und auch eingesprochen worden sein. Versuch einer Rekonstruktion des Anfangs:
| rˁ-wrkn                                     | w3.w                                        | r                                           | jz                                          | ⸗f                                          | n                                           | ẖr.t-nṯr                                    | … | qdd                       | ⸗f                        | ẖnn                       | … |
| Ra-Orkon                                    | fern                                        | zu                                          | Grab                                        | sein                                        | der                                         | Nekropole                                   | … | Schlaf                    | sein                      | gestört                   | … |
| Ra-Orkon ist fern von seinem Nekropolengrab | Ra-Orkon ist fern von seinem Nekropolengrab | Ra-Orkon ist fern von seinem Nekropolengrab | Ra-Orkon ist fern von seinem Nekropolengrab | Ra-Orkon ist fern von seinem Nekropolengrab | Ra-Orkon ist fern von seinem Nekropolengrab | Ra-Orkon ist fern von seinem Nekropolengrab | … | sein Schlaf wurde gestört | sein Schlaf wurde gestört | sein Schlaf wurde gestört | … |
Die Aussprache scheint am Koptischen orientiert. So wird wohl beim Ausdruck ẖr.t-nṯr (hieroglyphisch 𓊻, deutsch ‚Nekropole, Gottesacker‘), obgleich insgesamt ohne koptische Entsprechung, der zweite Teil nṯr (𓊹, ‚Gott‘) nach der koptischen Entsprechung ⲛⲟⲩⲧⲉ ausgesprochen.

#### Hamids Ausruf
Hamid spricht angeblich Arabisch. Sein Ausruf bei Minute 10:20 wird in dem genannten Hörspieltranskript so wiedergegeben:
„En notschi ra nyo tschepsi en Rorkon!“
Bedeutung:
„Ich rufe den Geist des edlen Ra-Orkon [um Hilfe] an.“
Hamids Ausruf ist nicht arabisch, sondern ebenfalls ägyptisch, gesprochen von Andreas Beurmann.

### Cover
Das ab der 8. Auflage 1979 verwendete Cover von Aiga Rasch zeigt einen Sarkophag mit Hieroglyphen am Rand.
- Der Anfang lässt sich entziffern als | p · t | wA | l · M | i | s | ptwlmjs, was Ptolemaios bedeutet.
- Die Zeichen in der Namenskartusche lassen sich lesen als | r | A | E23 | W | b |

| r | A | E23 | W | b |

r3rwb oder r3lwb (doch gab es wohl keinen Pharao dieses Namens).

## Trivia
- Robert Arthurs spätere zweite Frau Joan Vaczek verbrachte die Jahre 1935 bis 1940 in Ägypten. Anfang der 1940er-Jahre lernten die beiden sich kennen, und von 1946 bis 1959 waren sie verheiratet. Joan war an Ägypten interessiert, was auch in ihren Büchern zum Ausdruck kommt; vermutlich teilte sie dieses Interesse mit Robert Arthur.[7][8]
- Von Edward Edson Lee stammt das Werk Jerry Todd and the Whispering Mummy aus dem Jahr 1923.